# Scott Laughton
Scott Laughton, född 30 maj 1994, är en kanadensisk professionell ishockeyspelare som spelar för Philadelphia Flyers i NHL.
Han draftades i första rundan i 2012 års draft av Philadelphia Flyers som 20:e spelare totalt.